# NK Đerzelez
NK Đerzelez – bośniacki klub piłkarski, mający siedzibę w stolicy kraju, mieście Sarajewo. Reprezentuje społeczność Bośniackich muzułmanów w stolicy Bośni i Hercegowiny.

## Historia
Chronologia nazw:
- 1932: Đerzelez Sarajevo
- 6.06.1945: klub rozwiązano
- 1994: ZSK Zenica
- 1995: FK Zenica
- 1996: NK Đerzelez Zenica – po fuzji z NK Đerzelez
- 1997: NK Zenica
- 1999: NK Đerzelez Zenica
- 2001: klub rozwiązano

Klub nigdy nie wygrał mistrzostwa Sarajewskiego pododdziału dlatego nie uczestniczył potem w rozgrywkach o tytuł mistrza Jugosławii. W sezonie 1940/41 występował w 1. Razred mistrzostw Sarajewskiego pododdziału, gdzie zajął drugie miejsce. Podczas okupacji niemieckiej Jugosławii w latach 1941-1944 klub uczestniczył w mistrzostwach Chorwacji, gdzie zajmował miejsca: 4 w grupie D (1942), 2 w grupie Sarajewo (1943), 3 w grupie Sarajewo (1944). W 1945 po utworzeniu Socjalistycznej Federacyjnej Republiki Jugosławii komunistyczne władze zakazały działalność klubów, uczestniczących w mistrzostwach faszystowskiej Chorwacji. Dlatego, 6 czerwca 1945 klub został rozwiązany.
Po rozpadzie Jugosławii klub został reaktywowany jako ZSK Zenica. W sezonie 1994/95 startował w Prvej ligi FBiH. Zespół nie zdobył żadnego punktu w 5 meczach i zajął ostatnie 6.miejsce w grupie Sarajevo. Po zakończeniu sezonu zmienił nazwę na FK Zenica i w następnym sezonie 1995/96 uplasował się na 4.pozycji wśród 16 zespołów ligowych. Latem 1996, przed rozpoczęciem kolejnego sezonu klub połączył się z lokalnym NK Đerzelez znów zmienił nazwę na Đerzelez Zenica. Sezon 1996/97 zakończył na 6.miejscu. W sezonie 1997/98 jako NK Zenica zajął 7.lokatę. Sezon 1998/99 roku zakończył na 14.miejscu. Potem wrócił do nazwy Đerzelez Zenica. W sezonie 1999/00 klub zajął 6.miejsce. W sezonie 2000/01, po reformie systemu rozgrywek i zjednoczeniu lig muzułmańskiej i chorwackiej, zaliczył tylko jedno zwycięstwo i zajął ostatnie 22.miejsce w Premijer lidze. Klub spadł do Prvej ligi FBiH, ale przed rozpoczęciem sezonu 2001/02 zrezygnował z dalszych występów i wkrótce został rozwiązany.

## Sukcesy

### Trofea międzynarodowe
Nie uczestniczył w rozgrywkach europejskich (stan na 31-05-2018).

### Trofea krajowe
Bośnia i Hercegowina
| \| \| Zdobyte trofea w rozgrywkach Bośni i Hercegowiny (stan na: 31-05-2018) \| |                                                                        |      |          |
| Rozgrywki                                                                       | Osiągnięcie                                                            | Razy | Sezon(y) |
| Mistrzostwo                                                                     | I miejsce                                                              | 0    |          |
| Mistrzostwo                                                                     | II miejsce                                                             | 0    |          |
| Mistrzostwo                                                                     | III miejsce                                                            | 0    |          |
| Mistrzostwo                                                                     | 4.miejsce                                                              | 1    | 1995/96  |
| Puchar                                                                          | zdobywca                                                               | 0    |          |
| Puchar                                                                          | finalista                                                              | 0    |          |
| Puchar                                                                          | 1/16 finału                                                            | 1    | 2000/01  |
| II liga                                                                         | I miejsce                                                              | 0    |          |
| II liga                                                                         | II miejsce                                                             | 0    |          |
| II liga                                                                         | III miejsce                                                            | 0    |          |
| Bośnia i Hercegowina                                                            | Zdobyte trofea w rozgrywkach Bośni i Hercegowiny (stan na: 31-05-2018) |      |          |

Jugosławia
- Prvi razred Sarajevskog podsaveza:
  - wicemistrz (1): 1940/41
- Prvenstvo NDH u nogometu:
  - wicemistrz (1): 1943 (gr.Sarajewo)

## Stadion
Klub rozgrywał swoje mecze domowe na stadionie Kovačići w Sarajewie, który może pomieścić 1000 widzów.